# Liste de héros de romans policiers
Ceci est une liste de héros de romans policiers, classés en deux ensembles historiques, les héros de romans policiers contemporains d’une part et les héros de romans policiers historiques d’autre part.
Voir également la catégorie Détectives de fiction.

## Héros de romans policiers

### Détectivesamateurs
La liste est établie par ordre alphabétique du nom patronymique du détective.
- Le duo Aicha et Michael, dans les romans de Tafsir Ndické Dièye
- Isidore Beautrelet, dans L'aiguille creuse, créé par Maurice Leblanc
- Pierre Benoit (1886 - 1962), écrivain et académicien, alias Ferdinand Fraisse, recréé par Hervé Gaillet dans Derrière les lignes, éditions AlterPublishing (Entre-deux-guerres)
- Tommy et Tuppence Beresford (« Associés contre le crime »), créés par Agatha Christie
- Myron Bolitar, agent sportif, ancien membre du FBI, créé par Harlan Coben, écrivain américain
- Père Brown, prêtre catholique anglais, créé par Gilbert Keith Chesterton
- Albert Campion créé par Margery Allingham
- Charlie Chan créé par Earl Derr Biggers
- Einar, journaliste islandais créé par Arni Thorarinsson
- Kate Fansler, universitaire américaine, créée par Amanda Cross
- Hanspeter Feller, détective privé, créé par Stefan Haenni
- Mr Iwa (Kookichi Iwanaga), le libraire de La librairie Tanabe, roman japonais de Miyuki Miyabe
- Gabriel Lecouvreur dit « le Poulpe », enquêteur libertaire créé par Jean Bernard Pouy
- Igor Leroux, détective privé, motard et poète, se déplaçant en Bonneville, créé par François Darnaudet
- Miss Jane Marple, aimable armchair detective, créée par Agatha Christie
- Sir Henry Merrivale et le docteur Gideon Fell créés par John Dickson Carr
- Joseph Rouletabille, journaliste, créé par Gaston Leroux
- Hitchcock Sewell, croque-mort américain, créé par Tim Cockey
- le rabbin David Small, créé par Harry Kemelman
- Tosode, ancien samouraï, créé par Charles Haquet
- Voltaire, philosophe, recréé par Frédéric Lenormand
- le docteur Watson médecin et ami du détective Sherlock Holmes, créé par Arthur Conan Doyle
- Murray Whelan, attaché parlementaire australien, créé par Shane Maloney, écrivain australien
- Oscar Wilde (1854 - 1900), écrivain irlandais, recréé par Gyles Brandeth dans Oscar Wilde et le meurtre aux chandelles
- Lord Peter Wimsey créé par Dorothy L. Sayers
- Hildegarde Withers, excentrique new-yorkaise, créée par Stuart Palmer
- C.F. Wong, maître de feng shui de Hong Kong, créé par Nury Vittachi écrivain sri lankais

## Détective privé
| Nom du héros                       | Profession | Créateur                                                                |
| ---------------------------------- | --- | ----------------------------------------------------------------------- |
| Matt Scudder                       | Ancien policier alcoolique de New York, reconverti en privé | Lawrence Block                                                          |
| Roger Borniche                     | Célèbre policier de l'après-guerre (567 arrestations) reconverti détective, notamment pour des compagnies d'assurances, mettra en mémoire certaines de ses enquêtes : Flic Story (1996), Dossiers très privés (1999)  |                                                                         |
| Philip Marlowe                     | Détective bagarreur, cynique, fripé et imbibé mais en même temps contemplatif et philosophe | Raymond Chandler                                                        |
| Samson O’Brien                     | Policier qui revient dans son village natal de Bruncliffe pour créer l'Agence de Rencontre des Vallons. Il est avec Delilah Metcalfe l'un des héros-enquêteurs du cycle de Julia Chapman, Les Détectives du Yorkshire | Julia Chapman                                                           |
| Hercule Poirot                     | Détective privé belge (et ancien policier), souvent accompagné du capitaine Hastings | Agatha Christie                                                         |
| Sherlock Holmes                    | « Détective privé consultant », muni de son violon et sa pipe, accompagné de son ami le Docteur Watson | Arthur Conan Doyle                                                      |
| Stephanie Plum                     | Ancienne vendeuse en lingerie reconvertie en chasseuse de primes | Janet Evanovich                                                         |
| Cormoran Strike                    | Ancien de la brigade spéciale d'Afghanistan, revenu blessé et amputé de la jambe droite | Robert Galbraith                                                        |
| Kinsey Millhone                    | Détective privée californienne, vedette de la série « alphabétique » (tous les titres de romans commencent par une lettre différente de l'alphabet), et grande amateur de repas chez McDonald's                       | Sue Grafton                                                             |
| Sam Spade                          | Détective au comportement détaché, mais impitoyable à lorsqu'il s'agit exercer sa propre vision de la justice | Dashiell Hammett                                                        |
| Dave Brandstetter                  | Enquêteur pour une compagnie d'assurances, homosexuel | Joseph Hansen                                                           |
| Michel Van Loo                     | Détective privé à Bruxelles dans les années 1940 | Alain Berenboom                                                         |
| Miss Maud Silver                   | Ancienne préceptrice d'enfants devenue détective privée | Patricia Wentworth                                                      |
| Regan Reilly                       | Détective privée d'origine irlandaise, exerçant à Los Angeles | Carol Higgins Clark                                                     |
| Patrick Kenzie                     | Détective privé habitant Boston, héros d'une série de romans Kenzie & Gennaro | Dennis Lehane                                                           |
| Bernie Gunther                     | Ancien policier contraint à la démission par l'arrivée au pouvoir des nazis | Philip Kerr                                                             |
| Precious Ramotswe                  | Propriétaire de la No. 1 Ladies' Detective Agency de Gaborone (Botswana) | Alexander McCall Smith                                                  |
| Nestor Burma                       | Détective privé, dit Dynamite Burma, fondateur de l'agence Fiat Lux, toujours avec sa pipe en forme de tête de taureau                                                                                                | Léo Malet                                                               |
| Pepe Carvalho                      | Ancien policier, détective gastronome | Manuel Vázquez Montalbán                                                |
| V. I. Warshawski                   | Diplômée en droit, karateka, détective privée à Chicago | Sara Paretsky                                                           |
| Mike Hammer                        | Détective privé new-yorkais populiste et réactionnaire, adepte de la loi du talion | Mickey Spillane                                                         |
| Harry Dickson                      | Détective privé présenté comme le Sherlock Homes américain, secondé par son élève Tom Wills | les nouvelles sont traduites du néerlandais puis réécrites par Jean Ray |
| Varg Veum                          | Détective privé dans la ville de Bergen, ancien employé au service de protection de l'enfance | Gunnar Staalesen                                                        |
| Wenceslas Vorobeïtchik dit M. Wens | Ancien policier, avec un sens très particulier de la justice | Stanislas-André Steeman                                                 |
| Nero Wolfe                         | Détective en fauteuil qui résout les énigmes à distance, grand amateur d'orchidées | Rex Stout, et Archie Goodwin                                            |

### Enquêteurs policiers
- Le commissaire Van In, sa compagne la juge d'instruction Hannelore Martens et l'inspecteur Versavel créé par Pieter Aspe
- Maud Graham, détective à la police de Québec, créée par Chrystine Brouillet
- Dave Robicheaux, lieutenant de police démissionnaire, créé par James Lee Burke
- Le commissaire Montalbano, créé par Andrea Camilleri
- Le colonel Perceval March et Henri Bencolin de John Dickson Carr
- L'inspecteur Jakub Mortka, dit Le Kub, actif à Varsovie et alentours, créé par Wojciech Chmielarz
- L'inspecteur Hieronimus Bosch (surnommé Harry) de la police de Los Angeles dans les romans policiers de Michael Connelly
- L'inspectrice Renée Ballard de la police de Los Angeles, créée par Michael Connelly
- Kay Scarpetta, médecin-légiste, créée par Patricia Cornwell
- Antoine San-Antonio, créé par un San-Antonio (Frédéric Dard) à l'imagination langagière très débridée
- L'inspecteur Cadin, créé par Didier Daeninckx
- L'Inspecteur Endeavour Morse, créé par Colin Dexter
- Le couple de policiers Aicha et Michael, créé par Tafsir Ndické Dièye
- L'inspecteur Erik Winter, créé par Åke Edwardson
- Le lieutenant de police Mary Lester, créé par Jean Failler
- Le commissaire Van der Valk, créé par Nicolas Freeling
- L'inspecteur Jonathan Stride, créé par Brian Freeman
- L'inspecteur Lecoq, agent de la sûreté, créé par Émile Gaboriau
- L'avocat détective Perry Mason, créé par Erle Stanley Gardner
- Thomas Lynley et Barbara Havers, créés par Elizabeth George
- L'inspecteur Charlie Resnick, créé par John Harvey
- Le lieutenant Joe Leaphorn et le policier Jim Chee, tous deux Navajos, créés par Tony Hillerman
- Les inspecteurs Ed Cercueil et Fossoyeur Jones (Ed Coffin et Gravedigger Jones en anglais) des romans de Chester Himes
- Fabio Montale, héros de la trilogie marseillaise de Jean-Claude Izzo (policier puis détective privé)
- Adam Dalgliesh, le policier-poète, créé par Phyllis Dorothy James
- Le juge Li Jianjia de Pékin, créé par Mi Jianxiu ou peut-être son « traducteur » Michel Imbert
- L'inspecteur Harjunpää de la police d'Helsinki, créé par l'auteur finnois Matti Yrjänä Joensuu
- L'inspecteur Ghote, créé par H. R. F. Keatings, à Bombay
- Le commandant Camille Verhoeven, créé par Pierre Lemaître
- Le commissaire Guido Brunetti à Venise, créé par Donna Leon
- Le commissaire Kurt Wallander, du Suédois Henning Mankell
- Le commissaire Rocco Schiavone, police de Rome, muté à Aoste, créé par Antonio Manzini
- Le commissaire Roderick Alleyn, créé par Ngaio Marsh
- L'inspecteur Steve Carella et la brigade du 87e District, créés par Ed McBain
- L'enquêteur Victor Lessard, créé par Martin Michaud
- L'inspecteur Harry Hole (prononcer « holy ») de la police d'Oslo de l'auteur norvégien Jo Nesbø
- Le lieutenant-enquêteur Mario Conde, créé par Leonardo Padura
- L'agent spécial Aloysius X. L. Pendergast, mystérieux agent du FBI créé par Douglas Preston et Lincoln Child
- Ellery Queen et  Richard Queen
- L'inspecteur John Rebus, créé par Ian Rankin, en Écosse
- L'inspectrice Amaia Salazar, créée par Dolores Redondo
- L'inspecteur Wexford, créé par Ruth Rendell
- L'inspecteur Alan Banks, enquêtant dans le Yorkshire, créé par Peter Robinson, auteur britannique, couronné de nombreux prix dont le prestigieux Anthony Award Pedegatr nt[Quoi ?]
- Le commissaire Jules Maigret, créé par Georges Simenon
- Le commissaire Jean Levigan, créé par Carine Marret
- L'inspecteur Lucas Davenport, créé par John Sandford
- L'inspecteur Martin Beck, créé par Maj Sjöwall et Per Wahlöö dans une Suède très quotidienne
- L'inspecteur Napoléon Bonaparte, actif dans le Bush australien, créé par Arthur Upfield, créateur du polar ethnologique
- De Gier et Grijpstra, les « flics d'Amsterdam », créés par Janwillem van de Wetering
- Le commissaire parisien Jean-Baptiste Adamsberg créé par Fred Vargas
- L'inspecteur principal Chen Cao de la police de Shanghai, créé par Qiu Xiaolong
- La détective Kate Brannigan, installée à Manchester, créée par Val McDermid
- L'inspecteur Andreas Auer, créé par Marc Voltenauer
- Le commissaire Armand Pierucci, vivant à Bonifacio, Corse du Sud, créé par Marie-Hélène Ferrari
- Le commissaire Erlendur Sveinsson en Islande, créé par Arnaldur Indriðason
- La détective indienne à la retraite Miss Lalli à Bombay, créée par Kalpana Swaminathan
- L'officière de police lesbienne Hanne Wilhelmsen, créée par Anne Holt

### Hors la loi
| Nom du hors la loi | Profession                            | Créateur                                 |
| ------------------ | ------------------------------------- | ---------------------------------------- |
| Bernie Rhodenbarr  | cambrioleur                           | Lawrence Block                           |
| Arsène Lupin       | gentleman cambrioleur                 | Maurice Leblanc                          |
| Parker             | cambrioleur froid et méthodique       | Richard Stark (alias Donald E. Westlake) |
| John Dortmunder    | cambrioleur malchanceux               | Donald E. Westlake                       |
| Fantômas           | maître du crime                       | Pierre Souvestre, Marcel Allain          |
| Simon Templar      | alias le Saint, justicier hors la loi | Leslie Charteris                         |

## Héros de romans policiers historiques
La liste est établie par ordre chronologique d'époque concernée.
- Le scribe Huy, d'Anton Gill (Égypte antique)
- Telamon, de Paul C. Doherty (empire grec, époque d'Alexandre le Grand
- Publius Aurelius Statut, de Danila Comastri Montanari (Empire romain, Ier siècle)
- Gordien, dans Les Mystères de Rome, de Steven Saylor (République romaine)
- Marcus Aper, d'Anne Leseulec (Empire romain, Ier siècle)
- Le juge Ti, Robert van Gulik (Chine des Tang, VIIe siècle)
- Sœur Fidelma de Peter Tremayne, VIIe siècle
- Le juge Ti, repris par Frédéric Lenormand
- Erwin le saxon, de Marc Paillet, (empire carolingien, IXe siècle)
- Le Boyard Artem, d'Elena Arseneva (Russie - principauté de Kiev, XIe siècle)
- Frère Raoul de Dragueville, de Guillaume Ducoeur (Normandie, XIIe siècle)
- Frère Cadfael, d'Ellis Peters (Angleterre, XIIe siècle)
- Galéran de Lesneven, par Viviane Moore, éditions Le Masque
- Eustache de Curs (XIIIe siècle), créé par Jean-Christophe Macquet, éditions Écrits du Nord, puis Ravet-Anceau
- Isaac de Gérone, médecin juif aveugle, de Caroline Roe (Catalogne, XIVe siècle)
- Katherine Swinbrooke, de C.L. Grace[réf. souhaitée] — autre pseudonyme de Paul C. Doherty — (Angleterre, XVe siècle)
- Roger le Colporteur, de Kate Sedley (Angleterre, XVe siècle)
- Nick Bracewell, créé par Edward Marston, Londres, XVIe siècle
- Dieudonné Danglet  créé par Philippe Bouin, éditions Viviane Hamy, puis Le Masque, (XVIIe siècle)
- Louis Fronsac, créé par Jean d'Aillon, éditions Le Masque (Paris, XVIIe siècle)
- Trois-Sueurs, créé par Jean d'Aillon, éditions Le Masque (XVIIe siècle)

- Sir John, de Bruce Alexander (Londres, XVIIIe siècle)
- Leonora Pucci, créée par Loredan dans Les Mystères de Venise (Venise, XVIIIe siècle)
- Benjamin Weaver, de David Liss (Londres, début du XVIIIe siècle)
- Guillaume de Lautaret, de Jean-Christophe Duchon-Doris, France, début du XVIIIe siècle (éditions Julliard et en cours de publication chez 10/18)
- Lady Anastasia Ashby de la Zouche, de Fidelis Morgan, (Angleterre, XVIIIe siècle)
- Sauve-du-Mal, de Dominique Muller (France de la Régence, XVIIIe siècle)
- Augustin Duroch, Artiste vétérinaire, par Anne Villemin Sicherman (Metz, XVIIIe siècle)
- Nicolas Le Floch, de Jean-François Parot (Paris, XVIIIe siècle)
- Voltaire (1694-1778), philosophe, recréé par Frédéric Lenormand dans La baronne meurt à cinq heures
- Le colonel de Sallanches, ingénieur géographe sous le premier empire, par Jacques Sudre[1]
- Le Capitaine Alatriste, par Arturo Pérez-Reverte (Espagne, XVIIe siècle)
- Le mandarin Tan, par les sœurs Tran-Nhut, éditions Picquier (Vitenam, XVIIe siècle)
- Quentin Margont, par Armand Cabasson, au moment des campagnes napoléoniennes de 1809 à 1814)
- Eraste Pétrovitch Fandorine, agent secret, créé par Boris Akounine (Russie, XIXe siècle)
- William Monk, d'Anne Perry (Londres, années 1850 et 1860)
- Blanche Paichain, par Hervé Jubert , Paris, années 1870
- Charlotte et Thomas Pitt, d'Anne Perry (Londres, années 1880 et 1890)
- Docteur Georges Villeneuve, médecin-légiste à la morgue de Montréal, par Jacques Côté, éditions Alire (Montréal, XIXe siècle)
- L'eunuque Hachim, (Constantinople dans l'Empire ottoman, XIXe siècle), par Jason Goodwin
- Amelia Peabody, par Elizabeth Peters, éditions Le livre de Poche (Angleterre, fin XIXe siècle)
- Oscar Wilde (1854 - 1900), écrivain irlandais, recréé par Gyles Brandeth dans Oscar Wilde et le meurtre aux chandelles
- Victor Legris et Joseph son employé (Belle Époque, Paris, fin du XIXe siècle) par Claude Izner
- Louis Denfert, créé par Brigitte Aubert (Paris, fin du XIXe siècle)
- Capitaine Cadwallader Owen le Mamour Zapt, créé par Michael Pearce, Le Caire Égypte, début du XXe siècle
- Max Lieberman, de Frank Tallis, psychiatre viennois au début du XXe siècle
- Joseph et Matthew Reavley, créés par Anne Perry, Europe (principalement Angleterre et Belgique) pendant la Première Guerre mondiale
- Andrew Singleton détective poète et érudit, et son acolyte James Trelawney, créés par Fabrice Bourland, éditions 10/18 (Entre-deux-guerres),
- Pierre Benoit (1886 - 1962) alias Ferdinand Fraisse, recréé par Hervé Gaillet dans Derrière les lignes, éditions AlterPublishing (Entre-deux-guerres)
- John Madden, inspecteur, créé par Rennie Airth, Angleterre, (Entre-deux-guerres)